# Dolmen de Serra Cavallera
El dolmen de Serra Cavallera és un monument megalític de Sentmenat (Vallès Occidental). Està situat a prop del cim de la  Serra Cavallera a 418 m d'alçada. Va ser restaurat l'any 2006.
El dolmen, destinat a funcions funeràries, és una construcció edificada a l'edat de Bronze mitjana (2700 a.e.c.). Es tracta d'un dolmen simple, tipus cambra pirinenca amb accés frontal. Per a la seva construcció s'atrinxeraven les parets laterals, els costats de les quals es cobrien amb sorra formant un pendent sobre el qual s'arrossegava la pedra de la coberta